# Woodwardia angustiloba
Woodwardia angustiloba là một loài dương xỉ trong họ Blechnaceae. Loài này được Hance mô tả khoa học đầu tiên năm 1868.
Danh pháp khoa học của loài này chưa được làm sáng tỏ. 